# Basen Halla
     Wyspa Ellesmere’a, Nunavut
     Grenlandia

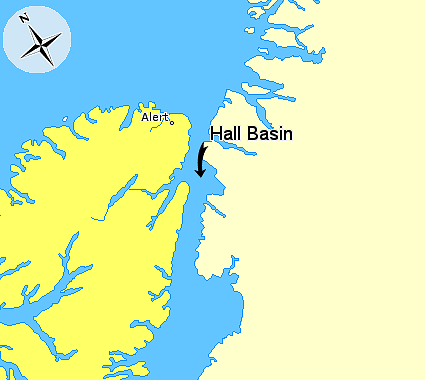
Basen Halla
Wyspa Ellesmere’a, Nunavut
Grenlandia

Basen Halla (ang. Hall Basin) – akwen leżący pomiędzy Wyspą Ellesmere’a a Grenlandią, stanowi część Cieśniny Naresa.
Na południu łączy się z Cieśniną Kennedy’ego, a na północy z Cieśniną Robesona.
Nazwę nadano na cześć amerykańskiego badacza Arktyki Charlesa Francisa Halla.